# Мокеевское (Ярославский район)
Мокеевское — деревня в Ярославском районе Ярославской области России. 
В рамках организации местного самоуправления входит в Туношенское сельское поселение; в рамках административно-территориального устройства включается в Лютовский сельский округ в качестве его центра. 

## География
Расположена в 9 км от юго-западной границы города Ярославль, у железной дороги, к западу от села Лютово и одноимённой станции.

## Население
| 2007 | 2010  |
| ---- | ----- |
| 1586 | ↘1532 |

## Достопримечательности
- Мемориал «50 лет Победы»[5].
- Памятник Герою Советского Союза А.И. Рытову.

## Инфраструктура
Амбулатория (филиал Ярославской центральной районной больницы).